# Pic Carlit
Le pic Carlit (ou Puig Carlit) est un sommet métamorphique des Pyrénées françaises situé dans le massif du Carlit. C'est le point culminant du département des Pyrénées-Orientales avec une altitude de 2 921 mètres.
Le fleuve Têt prend sa source sur le pic, principale réserve d'eau du département des Pyrénées-Orientales. Le classement de la zone sous la protection réseau Natura 2000 en 2015 vise à conserver et faire croître la richesse faunistique et floristique du site. Le climat subocéanique froid crée de nombreuses perturbations, d'ouest à sud-ouest, et un enneigement hivernal durable au-dessus de 2 000 mètres de novembre à avril.

## Toponymie
Dérivé de la base prélatine -kar, qui veut dire « pierre » auquel on a ajouté le suffixe ancien -d et le suffixe diminutif latin -ittum. Ce qui signifierait donc « pierrailles, éboulis », qui viendrait du vaste plateau pierreux affecté aux pâturages au nord de Saint-Martin d'Envalls, d'où vient la rivière dite rec de Carlit.

### Formes du nom
Bien que l'on trouve déjà mentionnée dans le cartulaire de Sant Cugat une personne nommée Guillem de Cardid au XIe siècle, la première écriture du nom du massif se retrouve en 1175 avec l'appellation de Cardid dans une charte de concession de pacages dans le massif réalisée par un dénommé Petrus Domenova en faveur de l'abbaye cistercienne de Santes Creus, en Catalogne. Du XIIe au XIVe siècle, les noms utilisés sont Cardid et Cardit .
Selon les époques le nom change, on retrouve ainsi en 1845 le nom de Carlit, et en 1850 l'écriture bien plus souvent employée durant cette période de Carlitte.
En 1912, dans le Bulletin pyrénéen, il est mentionné « l'orthographe classique est Carlitte, la prononciation locale est Carlit et le « t » très bref prononcé, à peine ébauché, n'a rien de la consonne traînante et gasconne qu'appellerait la vieille orthographe. Il nous semble donc plus normal d'écrire Carlit. » Cependant, la forme Carlitte semble être une transposition française de la prononciation catalane, plus proche de Cardid, première forme attestée par les chartes médiévales. Dans le dictionnaire géographique et administratif de la France et des colonies publié en 1890, on retrouve bien les écritures de Carlitte et Corlitte.

### Étymologie
Le nom de Carlit est constitué de la racine pré-indo-européenne kar, désignant la pierre, et que l'on retrouve notamment dans une soixantaine de toponymes des Pyrénées-Orientales, souvent sous la forme quer. Elle est suivie d'un premier suffixe ancien, -d, auquel s'est ajouté le diminutif latin -ittum. Le nom pourrait donc avoir le sens de pierrailles ou éboulis et pourrait désigner aussi bien les ensembles d'éboulis du versant ouest que le plateau pierreux que l'on trouve au sud en direction de l'église Saint-Martin d'Envalls et qui porte le nom de Ras de Carlit, lui-même traversé par un cours d'eau, le rec de Carlit.

## Géographie

### Topographie

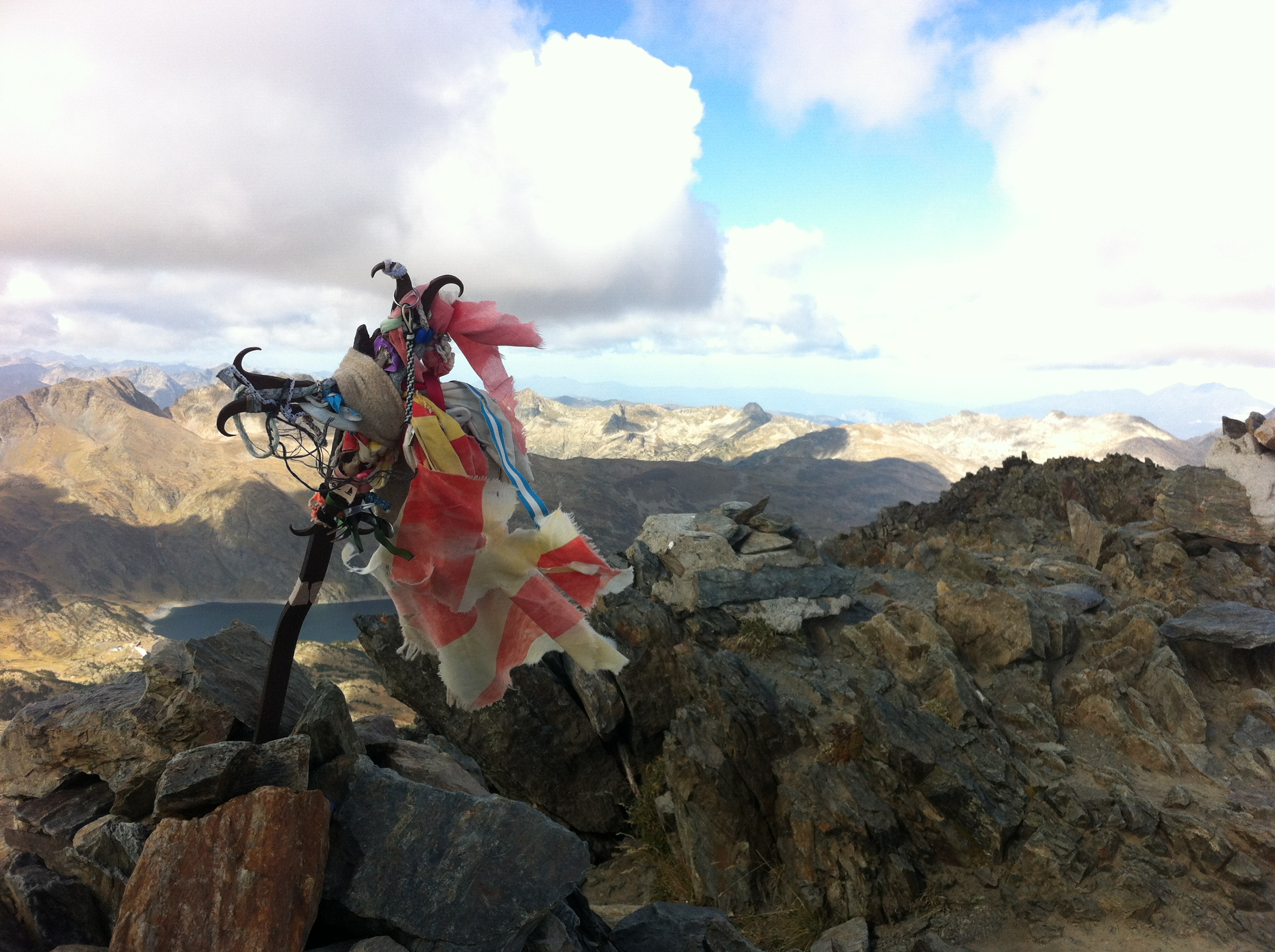
Vue depuis le sommet.

Le Carlit est le point culminant de l'ancienne région Languedoc-Roussillon (département des Pyrénées-Orientales) ainsi que du massif du Carlit. Il est situé sur la commune d'Angoustrine-Villeneuve-des-Escaldes, au nord-ouest de Font-Romeu, et culmine à 2 921 mètres d'altitude. Son antécime nord est le Carlit de Beix (2 806 mètres).
Le pic Carlit ainsi que le pic du Canigou possèdent le record du monde de distance de vision en ligne droite avec 447 kilomètres.

### Hydrographie

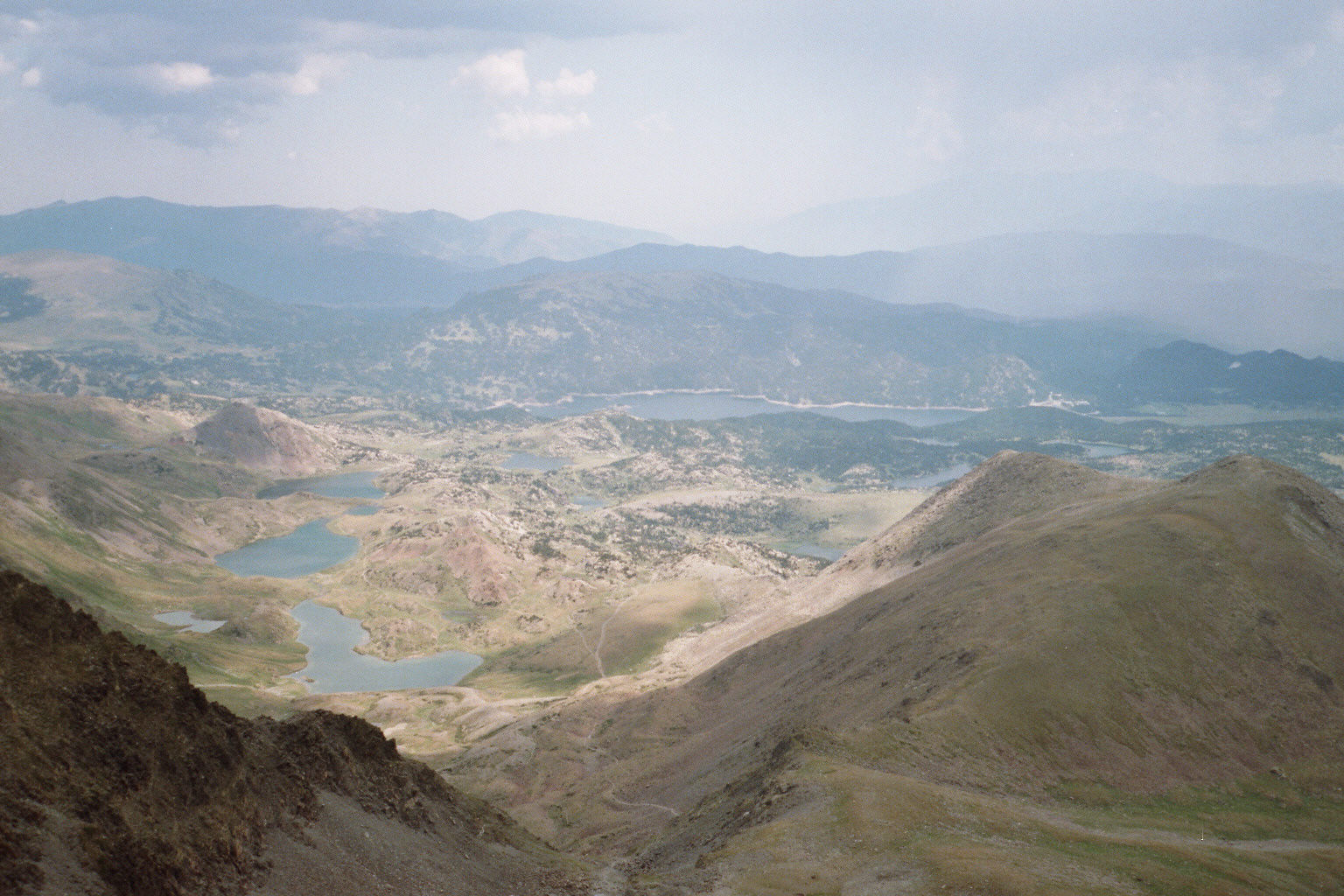
Vue des lacs et étangs autour des Bouillouses depuis le sommet du Carlit.

Le Carlit est un des réservoirs d’eau des Pyrénées avec, dans son massif, plusieurs lacs et étangs mais surtout le fleuve Têt, principal cours d'eau des Pyrénées-Orientales, d’une longueur de 100 kilomètres qui prend sa source sur le versant septentrional.
Les principales étendues d'eau en contrebas du pic sont :
- l'étang de Vive ou estany del Vivier (2 137 mètres d'altitude sur 3 ha) ;
- l'étang Noir ou estany Negre (2 140 mètres d'altitude sur 4 ha) ;
- le lac de la Coumasse ou estany de la Comassa (2 160 mètres d'altitude sur 4 ha) ;
- l'étang du Llat ou estany Llat (2 174 mètres d'altitude sur 10 ha) ;
- l'étang des Dougnes ou estany de les Dugues (2 244 mètres d'altitude sur 3,8 ha) ;
- le lac du Casteilla ou estany de Castellà (2 280 mètres d'altitude sur 5 ha) ;
- l'étang de Soubirans ou estany de Sobirans (2 330 mètres d'altitude sur 3 ha) ;
- l'étang de Balleuil ou estany del Vallel (2 233 mètres d'altitude sur 2,3 ha)[10] ;
- l'étang du Llong (2 186 mètres d'altitude).

### Géologie

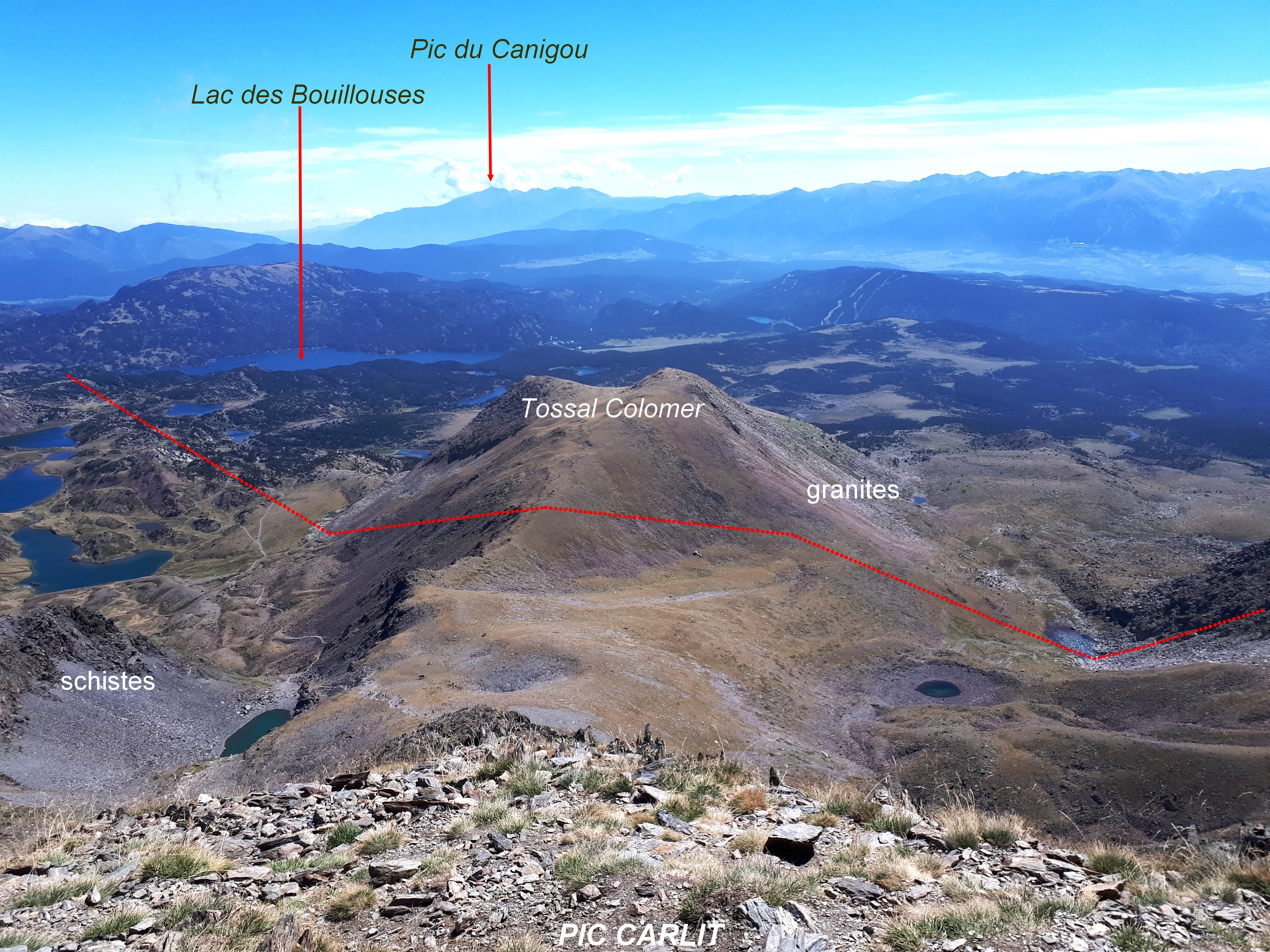
Vue vers Tossal Colomer depuis le pic Carlit. La ligne en pointillé marque la ligne de démarcation approximative entre les granites et les schistes.

Les roches métamorphiques de l'ère primaire (dépôts marins concentrés sur 250 millions d'années) se retrouvent au Carlit. En effet, le pic Carlit est composé de roches de types granites dans la vallée et de schistes (transformation des argiles) au sommet.
L'ère quaternaire finit de former le massif et le pic grâce à l'alternance de périodes froides et tempérées. Ainsi la période glaciaire profile le paysage actuellement visible qui donne sa forme au sommet du Carlit, et dans la vallée du Capcir.

### Climat
Le climat subocéanique froid s'étend de l'Ossau au pic Carlit. Avec ce climat, le pic Carlit est très exposé aux perturbations. La neige au-delà de 2 000 mètres d'altitude s'établit de façon générale en novembre pour commencer à disparaître au mois d'avril.

### Faune et flore

#### Faune
Avec ses lacs et ses étangs, une grande variété de poissons y vit, entre autres les truites fario et arc-en-ciel. Chaque année des alevinages sont réalisés pour soutenir la reproduction. La pêche est soumise à régulation.
L'Inventaire national du patrimoine naturel a recensé entre autres en septembre 2016 la présence des espèces suivantes : 
- Desman des Pyrénées ;
- Rhinolophus hipposideros ;
- Cottus gobio[13].

#### Flore

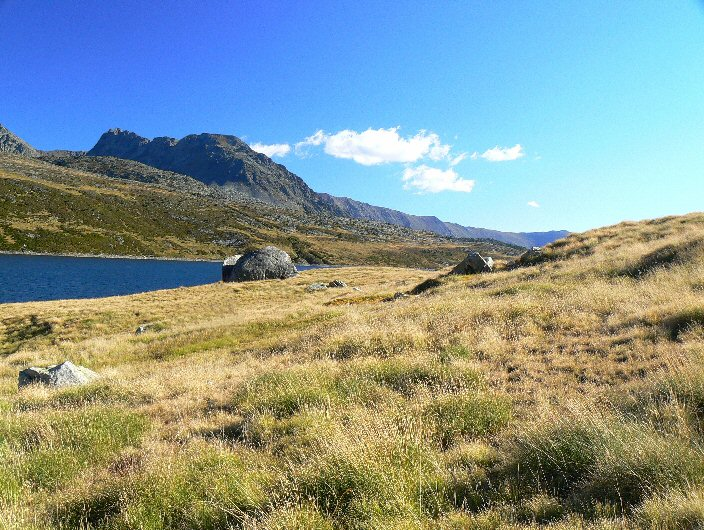
Pic Carlit.

Le 11 décembre 2015, un arrêté établi par la ministre de l'Écologie, du développement durable et de l'Énergie et le ministre de la Défense, concernant la région Capcir, Carlit et Campcardós place la zone sous la protection réseau Natura 2000. Cette mesure a pour objectif de maintenir la diversité biologique des sites concernés.

## Histoire
La première ascension a été réalisée en 1864, par le pyrénéiste Henry Russell, fasciné par sa vision de l'étang de Lanoux. Dans son ouvrage où il décrit des aventures de montagne, il écrit que « le pic Carlitte [est] grâce à son isolement et à son altitude, un des plus beaux sommets des Pyrénées. »

## Voies d'accès
L'ascension s'effectue : 
- par l'est à partir du lac des Bouillouses, qui permet de découvrir un ensemble d'étangs qui s'échelonnent en paliers ;
- ou par l'ouest à partir de l'étang de Lanoux qui dessert la face nord, la plus difficile, en raison de 300 mètres de dénivelé dans les éboulis dans la partie finale, sans difficulté majeure mais en pente et terrain instable, qui demande l'utilisation des mains, même pour un randonneur expérimenté.

Du refuge des Bouillouses, une boucle est possible en gravissant le Carlit, en longeant les étangs du Lanoux, en passant par la portella de la Grava et en longeant le lac des Bouillouses.

## Légende
À la fin du XIXe siècle début du XXe siècle, des légendes dues à l'imagination populaire mettent en scène le diable dans la région mais surtout dans les montagnes. Marcailhou d'Aymeric rapporte dans le bulletin de la Société de géographie de Toulouse le 7 avril 1913 sous le titre À travers les sommets d'Ax-les-Termes à Thuez que « Satan excursionnant de par le monde, franchissant les monts de ses ailes puissantes, calcula mal son vol et tomba si malencontreusement qu'il s'empala sur la dent d'Orlu. Se dégageant, avec effort, mais tout saignant de sa blessure, il arriva sur le Carlitte où il trouva un superbe miroir, oublié là par Vénus en bonne fortune. Furieux de s'y voir si laid, il le prit et le lança vers le ciel. Le miroir retomba brisé en dix-huit morceaux. Ces débris formèrent les dix-huit lacs du massif, reflet de la beauté des grâces de la reine des amours. Et le manche du miroir, planté en terre, se développa, s'affina, s'effila, et devint le sanctuaire de la Vierge de Saint-Romeu ».